# Fotografischer Effekt

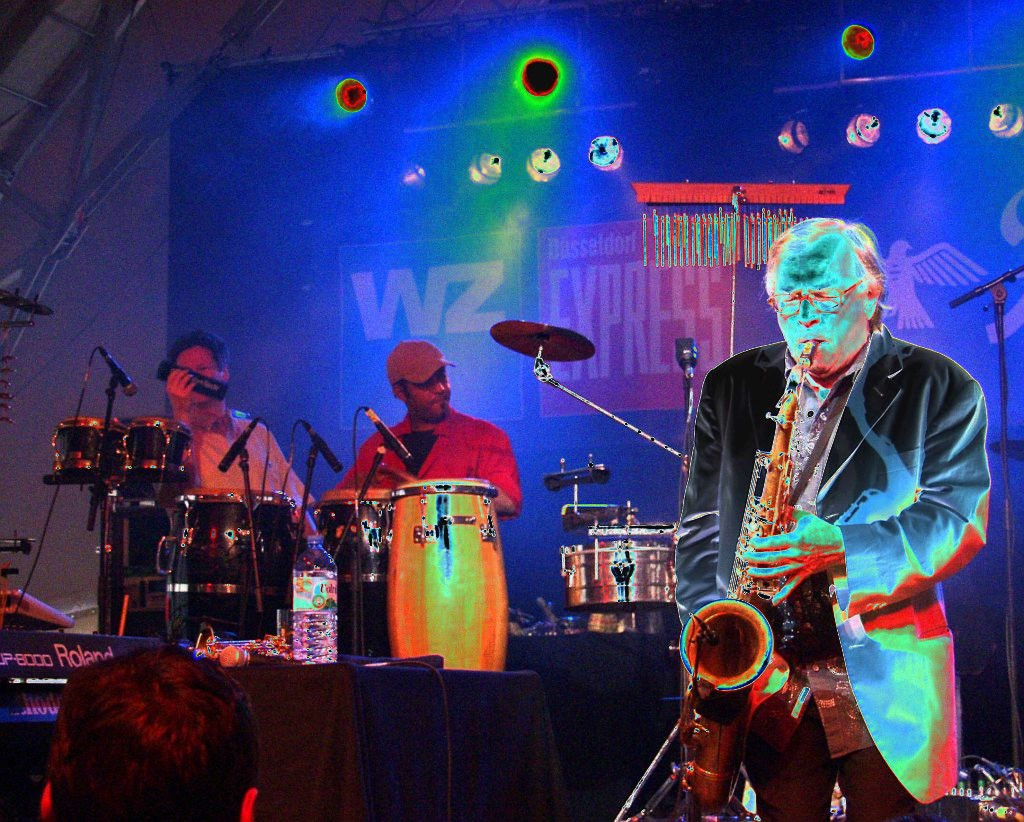
Bildumkehr im Bereich der Maximalschwärzung: Die Solarisation

Als fotografische Effekte bezeichnet man eine Reihe spezieller Erscheinungen bei fotografischen Prozessen. Man unterscheidet zwischen Belichtungs- und Entwicklungseffekten. Diese physikalischen und optischen Phänomene dürfen nicht verwechselt werden mit Bildeffekten, die der Fotograf als bewusstes Gestaltungselement einsetzt.

## Belichtungseffekte
Zu den Belichtungseffekten gehören:
- Schwarzschild-Effekt bei langen oder sehr kurzen (Kurzzeiteffekt) Belichtungszeiten verringert sich die Empfindlichkeit fotografischen Materials,
- Weinland-Effekt – Erhöhung der Empfindlichkeit durch kurzzeitige intensive Vorbelichtung,
- Latensifikation – Erhöhung der Empfindlichkeit durch geringe intensive Vorbelichtung,
- Herschel-Effekt – Abbau des latenten Bildes durch diffuse Nachbelichtung mit Rot- oder Infrarotlicht,
- Clayden-Effekt – Bildumkehr bei diffuser Nachbelichtung einer Ultrakurzzeitaufnahme,
- Albert-Effekt – Bildumkehr durch diffuse Nachbelichtung,
- Becquerel-Effekt – Sensibilisierung einer Schicht für längerwelliges Licht durch diffuse Vorbelichtung,
- Solarisation – Bildumkehr im Bereich der Maximalschwärzung (Maximaldichte) einer Schicht.

## Entwicklungseffekte
Zu den Entwicklungseffekten gehören:
- Eberhard-Effekt (Kanteneffekt, Saumeffekt) – ein Nachbareffekt; Erhöhung der Kantenschwärzung an der Grenze zwischen stark und schwach belichteten Partien,
- Interimage-Effekt (vertikaler Eberhard-Effekt) – ein Nachbareffekt; Beeinflussung übereinanderliegender Schichten bei Mehrschichtfilmen,
- Kostinsys-Effekt – ein Nachbareffekt; Vergrößerung des Abstandes benachbarter belichteter Strukturen (Linien) durch diffundierende Entwicklungsprodukte,
- Ross-Effekt (Gelatine-Effekt) – ein Nachbareffekt; Kanteneffekte,
- Sabattier-Effekt (Pseudo-Solarisation) – ein Schichteffekt,
- Runzelkorn (Retikulation) – ein Schichteffekt,
- Gouache-Effekt (Isohelie) – ein Schichteffekt,
- Tontrennung – ein Schichteffekt.
- Posterisation

## Bildeffekte

### Objektiv-Vorsätze, Farb- und Effektfilter
Im Sinne der kreativen Bildgestaltung stehen dem Fotografen eine Vielzahl von Farb- und Effektfiltern zur Verfügung, mit denen die fotografisch festgehaltene Abbildung in unterschiedlichster Form manipuliert werden kann.

### Bildbearbeitung im Fotolabor
Auch bei der Entwicklung und Vergrößerung im Fotolabor lassen sich diverse Bildmanipulationen zur Erzielung von Effekten erzielen.

### Digitale Bildeffekte
Die Digitalisierung der Fotografie ermöglicht die Bildbearbeitung durch spezialisierte Bildbearbeitungs-Software. Diese Funktionen nennen sich Effektfilter. Neben einer digitalen Simulation einiger der oben erwähnten Bildeffekte können auch ganz neue Gestaltungseffekte auf ein fertiges Bild appliziert werden.